# بين الكتب والناس (كتاب)
بين الكتب والناس، مجموعة من المقالات الأدبية والشخصية والفلسفية جمعها عباس محمود العقاد في كتابٍ واحد.
يقدمها العقاد فيقول: «تشمل هذه المجموعة على مقالات من قبيل المقالات التي تتبعها حضرات القراء في المجاميع السابقة لكاتب هذه السطور، ومنها " الفصول " و" مطالعات في الكتب والحياة " و" مراجعات في الأدب والفنون " و" ساعات بين الكتب "».
يبتدأ الكتاب بمقالة (المدارس الأدبية في الغرب)، وينتهي بمقالة (حيرة الجيل).